# Cette satanée Lola
Pour les articles homonymes, voir Damn Yankees (homonymie).
Pour plus de détails, voir Fiche technique et Distribution.
Cette satanée Lola (Damn Yankees!) est un film musical américain de Stanley Donen et George Abbott, sorti en 1958.

## Synopsis
Joe Boyd, un passionné de baseball, fait un pacte avec le diable (qui se présente sous le nom d'Applegate) pour retrouver sa jeunesse et aller jouer pour son équipe, les Washington Senators et les faire gagner le championnat. Il peut revenir sur le pacte, mais uniquement avant que le dernier match de la saison soit joué. Pour s'assurer de son succès, le diable invoque Lola, son démoniaque bras droit, pour séduire Joe.

## Fiche technique
- Titre : Cette satanée Lola
- Titre original : Damn Yankees!
- Titre britannique : What Lola Wants
- Réalisation : Stanley Donen et George Abbott
- Scénario : George Abbott d'après la comédie musicale et le roman The Year the Yankees Lost the Pennant de George Abbott et Douglass Wallop
- Production : Stanley Donen et George Abbott
- Société de production : Warner Bros. Pictures, A George Abbott and Stanley Donen Production
- Musique : Richard Adler, Ray Heindorf et Jerry Ross
- Chorégraphie : Bob Fosse
- Photographie : Harold Lipstein
- Montage : Frank Bracht
- Direction artistique : Stanley Fleischer et Bertram Tuttle (non crédité)
- Décors : John P. Austin (non crédité), Jean Eckart et William Eckart
- Décorateur de plateau : William L. Kuehl
- Création des costumes : Jean Eckart et William Eckart
- Pays de production : États-Unis
- Format : Couleur Technicolor - 35 mm - 1,85:1 - Son : mono (RCA Sound Recording)
- Genre : film musical
- Durée : 111 minutes
- Date de sortie : 
  - États-Unis : 26 septembre 1958 (New York)

## Distribution
- Tab Hunter : Joe Hardy
- Gwen Verdon : Lola
- Ray Walston : Applegate
- Russ Brown : Benny Van Buren
- Shannon Bolin : Meg Boyd
- Nathaniel Frey : Smokey
- James Komack : Rocky
- Rae Allen : Gloria Thorpe
- Robert Shafer : Joe Boyd
- Jean Stapleton : Sœur Miller
- Albert Linville : Vernon
- Bob Fosse : Danseur de mambo (non crédité)

## Autour du film
- Cette satanée Lola est une adaptation de la comédie musicale Damn Yankees, basée sur le livret de George Abbott et Douglass Wallop, composée par Richard Adler et Jerry Ross et représentée à Broadway en 1955.